# Rosshalde
Rosshalde è un romanzo di Hermann Hesse pubblicato nel 1914. Il romanzo racconta la storia di un affermato pittore, Johann Veraguth, che vive con la moglie Adele ed il più piccolo dei suoi due figli Pierre, in una splendida casa che ha fatto ristrutturare.

## Trama
Un pittore di nome Johann Veraguth, con la moglie Adele e suo figlio minore Pierre, vive in una antica abitazione che ha deciso di far ristrutturare, ricavandone un angolo tutto per sé, "Rosshalde", in cui potersi dedicare totalmente alla pittura in tranquillità. Ma Johann ha anche un altro figlio, Albert, col quale, però, si è creato un rapporto conflittuale e ostile. Il racconto inizia con la descrizione della propria dimora da parte del pittore e prosegue con l'alternarsi una serie di vicende familiari ma la tematica predominate è l'amore che Johann prova per l'arte.

## Edizioni italiane
- Rosshalde, traduzione di Viviana Finzi Vita, Collana Universale Tascabile n.18, Roma, Newton, 1980. - Club del Libro - Fratelli Melita, 1987; Fratelli Melita Editore, 1991-1995, ISBN 978-88-403-6831-3; Trento, Luigi Reverdito Editore, 1995.
- Rosshalde, Introduzione e cura di Enza Gini, Collana Oscar, Milano, Mondadori, 1990. - In Romanzi giovanili, Introduzione di Fabrizio Cambi, Collana Oscar Moderni. Baobab, Mondadori, 2021, ISBN 978-88-047-3950-0.
- Rosshalde, traduzione di Angela Ferrante, a cura di Mauro Ponzi, Collezione Biblioteca n.141, Pordenone, Edizioni Studio Tesi, 1993, ISBN 978-88-769-2402-6.